# Gaston Tessier
Pour les articles homonymes, voir Tessier.
Gaston Tessier, né à Paris le 15 juin 1887 et mort dans la même ville le  8 août 1960, est un syndicaliste français, dirigeant de la CFTC et résistant.

## Biographie
Gaston Tessier est né le 15 juin 1887, c’est-à-dire l’année même où fut fondé, à Paris, le syndicat des employés du commerce et de l’industrie qui, trente ans plus tard, devait être le berceau du mouvement syndical chrétien français et dont il deviendra secrétaire général adjoint en 1908 afin de seconder Charles Viennet, son parrain syndicaliste et secrétaire général en poste.
Lors de la fondation de la CFTC en 1919, Gaston Tessier est le premier secrétaire général de la confédération. Il en sera le président de 1948 à 1953. Il fut aussi président de Confédération internationale des syndicats chrétiens.
Le 15 novembre 1940, il est l'un des trois signataires pour la CFTC du Manifeste des douze avec Jules Zirnheld et Maurice Bouladoux, acte qui inscrit le syndicalisme français dans le refus du régime de Vichy. Il fait partie du comité de lecture du journal clandestin Arc. Gaston Tessier est fondateur du mouvement de résistance Libération-Nord et représente la CFTC au Conseil national de la Résistance. Celui-ci le délègue à l'Assemblée consultative provisoire (novembre 1944-août 1945)
Le 6 septembre 1944, Gaston Tessier publie un article dans le quotidien L'Aube « Syndicalismes » dans lequel il insiste sur la place qui doit revenir au fait syndical et souligne que la CFTC et la CGT ont « donné à la Résistance un concours extrêmement dévoué qui s'est accentué à la veille de l'insurrection nationale par l'ordre de grève générale lancé d'un commun accord par le comité d'entente ».
Il a appuyé la formation de Fraternité mondiale, un mouvement civique transnational fondé par des chrétiens et des juifs luttant notamment contre l'antisémitisme, dès sa formation à Paris en 1950; il est l'un des vice-présidents de sa section parisienne dans les années 1950.
Un arrêté municipal du Conseil de Paris du 30 août 1978 donne son nom à la rue Gaston-Tessier dans le 19e arrondissement.
Gaston Tessier est le père d'une fille Geneviève, sœur bénédictine, de cinq garçons Pierre, prêtre du diocèse de Paris, Paul et Michel, frères des écoles chrétiennes, Jean, tué par l'armée allemande en 1939, et Jacques, également syndicaliste, qui fut secrétaire général de la CFTC de 1964 à 1970, puis président de 1970 à 1981.